# تپه شماره ۳ نریشم
تپه شماره ۳ نریشم در شهرستان دامغان، بخش مرکزی، روستای نریشم واقع شده و این اثر در تاریخ ۱۰ دی ۱۳۸۱ با شمارهٔ ثبت ۶۹۵۲ به‌عنوان یکی از آثار ملی ایران به ثبت رسیده است.